# إعادة صياغة المواد المحمية بحقوق التأليف والنشر
قد ينخفض احتمال اكتشاف تزوير حقوق تأليف ونشر مادة ما إثر إعادة صياغة تلك المادة محفوظة الحقوق. لكن في الكثير من الحالات، اكتُشف أن إعادة الصياغة باستخدام الكلمات وتراكيب الجمل المختلفة عن الأصلية تُعتبر انتهاكًا لحقوق نشر وتأليف العمل الأصلي السابق لإعادة الصياغة.
هناك درجة من القبول بخصوص الفرق بين العمل الأصلي والعمل المعاد صياغته بناءً على عدد من العوامل، وتعتمد درجة القبول تلك بشكل نهائي على قرار المحكمة بخصوص كل حالة فردية.

## تقاليد قانونية

### السنوات الأولى
أحد الأمثلة المبكرة عن مبدأ إعادة الصياغة والمشاكل المرافقة لحقوق النشر والتأليف هي إعادة صياغة إحدى أولى الموسوعات في العالم، وهي الموسوعة العالمية الكبرى والكاملة محفوظة الحقوق، والتي أجرى عليها يوهان هاينريش زيدلر عملية إعادة صياغة عام 1730. قال ناشر موسوعة التاريخ العام المنافسة إن موسوعة زيدلر لا تختلف في سياقها عن موسوعته والموسوعات الأخرى سوى في إعادة الصياغة. في السادس عشر من شهر أكتوبر عام 1730، رفضت محكمة المجلس الكنسي الأعلى في دريسدن طلبَ زيدلر، وحذرته من احتمال تعرض موسوعته للمصادرة ودفع غرامة مالية إذا أراد إعادة إنتاج أي مادة من موسوعة التاريخ العام وإدراجها في الموسوعة العالمية.
أصبحت القوانين المتعلقة بدرجة النسخ أو إعادة الصياغة المقبولة أكثر تشددًا في السنوات التالية. يقول نيل نيتانيل في كتابه مفارقة حقوق النشر والتأليف من عام 2008، والذي يناقش فيه الكاتب الخلاف القائم بين حماية حقوق النشر والتأليف وحماية حرية التعبير: «استعار ييتس من شيلي، وكافكا من كلايست وديكنز، وجويس من هوميروس، وتي. إس. إليوت من شكسبير، وويتمان من بودلاير. استعار هؤلاء الكتاب من بعضهم بطرق ستؤدي حتمًا إلى انتهاك حقوق الأعمال والمواد في عصرنا الحالي». تُطبق إعادة الصياغة أيضًا على الموسيقا مثلما تُطبق على الكتابة. سابقًا، كان من الشائع لدى المؤلفين الباروكيين والكلاسيكيين والرومانتيكيين خلق تعديلات على أعمال بعضهم البعض دون إذن. هذا أمرٌ غير مسموح به اليوم.
يعود تاريخ حماية حقوق النشر والتأليف في بريطانيا إلى اتفاقية «شركة ورشبفول لباعة القرطاسية وصناع الصحف» عام 1556. منح قانون ترخيص الصحافة عام 1662 الناشرين حقوق الطباعة الحصرية، لكنه لم يمنح أي شكل من أشكال الحقوق للمؤلف. فشل البرلمان في إعادة تجديد القانون عام 1694، وكان الهدف منه إلغاء الاحتكار والتشجيع على حرية الصحافة. أقرّ قانون آن عام 1710 فترة حماية حقوق النشر بما لا يزيد عن 14 عامًا، وسمح للمؤلف بتجديد فترة حماية حقوق النشر والتأليف لـ 14 عامًا آخر، بعدها سيصبح العمل ضمن النطاق العام. على مر السنوات، حددت القوانين الإضافية والحالات القانونية تعريف ما يمكن اعتباره محميًا بحقوق النشر والتأليف، ومُنحت أيضًا درجة للحماية.
في الاتحاد السوفياتي، جاء في جوهر قانون حقوق النشر والتأليف عام 1925 أن الأعمال التي تُنشأ بناءً على إعادة صياغة صغرى لعمل سابق يمكن اعتبارها عملًا جديدًا يتمتع بحقوق حماية جديدة. بحلول العام 1991، تطور قانون حقوق النشر والتأليف في الاتحاد السوفياتي، فمُنحت حماية أكبر للمؤلف. سُمح بالاستخدام الحر للمواد، بشكل مشابه لمبدأ الاستخدام العادل في القانون العام الإنجليزي، بشرط ألا تنتهك الاستثمار أو الطبيعي للعمل أو المصالح القانونية للمؤلف.

### الحقوق المعنوية
الحقوق المعنوية هي حقوق مؤلفي الأعمال المحمية بحقوق النشر والتأليف، ويُعترف بها عادة من طرف سلطات القانون المدني، وبشكل أقل، من طرف بعض سلطات القانون العام. تشمل تلك الحقوق حق العزو أو الاعتراف بعمل المؤلف وحق الإخلاص في العمل، والذي يمنع بدوره تعديل أو تحريف أو تشويه العمل دون إذن مؤلفه.